# Колесников Іван Федорович
Іван Федорович Коле́сников (нар. 13 березня 1887, Адріанопіль — пом. 31 березня 1929, Ленінград) — український живописець, графік; член Асоціації художників революційної Росії з 1923 року. Молодший брат художника Степана Колеснікова.

## Біографія
Народився 1 березня [13 березня] 1887 року в селі Адріанополі Слов'яносербського повіту Катеринославської губернії Російської імперії (нині Алчевський район Луганської області, Україна) в селянській сім'ї. У 1901—1907 роках навчався в Одеському художньому училищі, у 1907—1912 — в Петербурзькій академії мистецтв (викладачі Микола Дубовський, Олександр Кисельов).
У 1913—1914 роках подорожував Францією та Італією.
Під час громадянської війни малював плакати в Одесі.
Помер в Ленінграді 31 березня 1929 року. Похований в Санкт-Петнрбурзі на Смоленському православному кладовищі.

## Творчість
Працював переважно в галузі пейзажного жанру; виконував акварелі, плакати, малюнки для ленінградської «Червоної Газети», оформляв книги. Серед робіт:
- «Ранньою весною» (1909);
- «Базар» (1910);
- «Далмація» (1912, Державний Російський музей);
- «Осінь» (1912, Державний Російський музей);
- «Стара вулиця. Париж» (1914);
- «Весна на селі» (1915);
- «Село» (1917);
- «Жнива» (1922);
- «Засідання штабу Червоної гвардії. 1917 рік» (1928);
- «Смерч у степу» (1929).

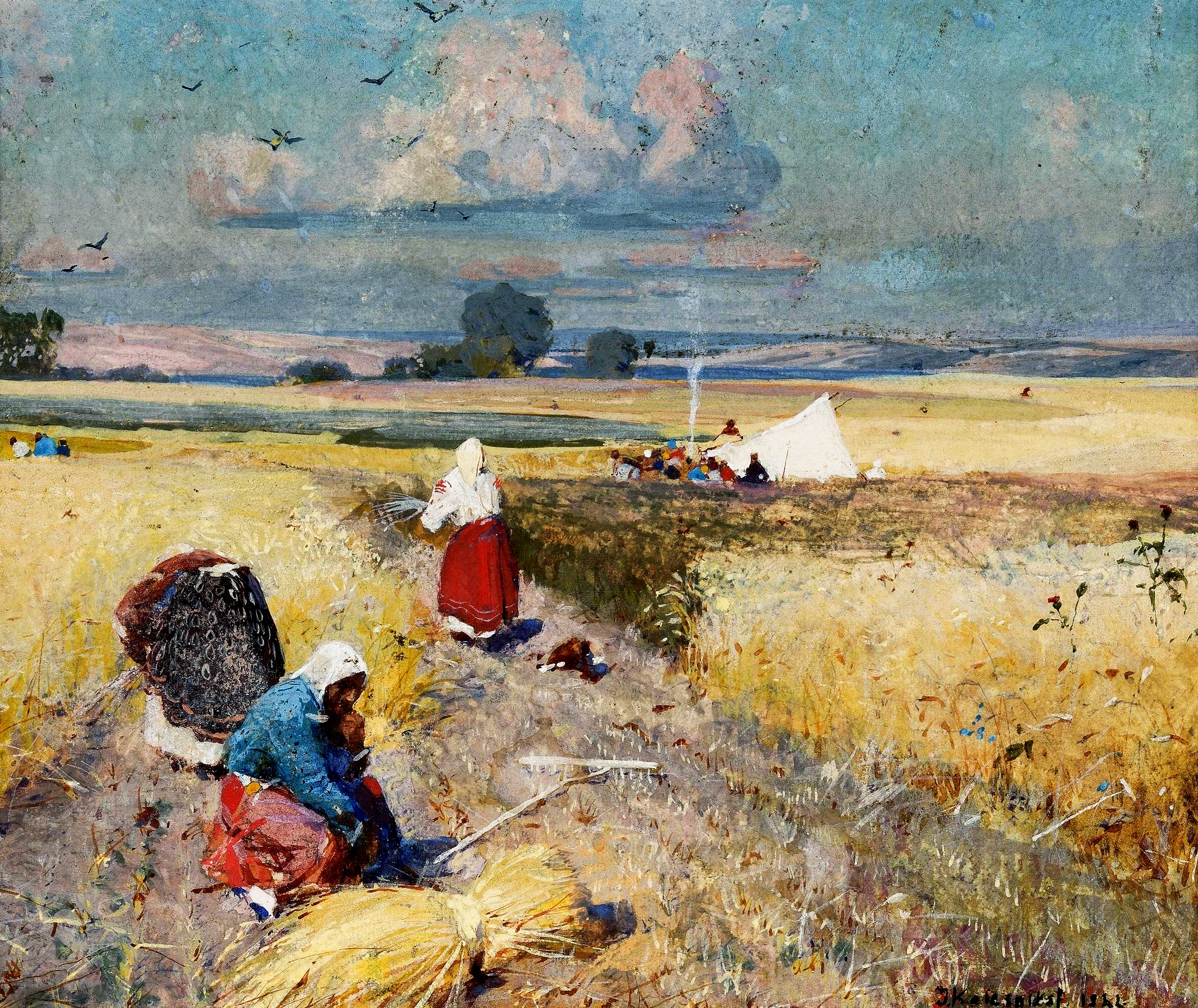
«Жнива».

Окремі роботи зберігаються у Державному Російському музеї, Вятському художньому музеї імені В. М. та А. М. Васнецових, Красноярському художньому музеяї, Таганрозькій картинній галереї, Дніпровському художньому музеї.